# كايو سيزار ألفيس دوس سانتوس
كايو سيزار ألفيس دوس سانتوس (بالبرتغالية: Caio César Alves dos Santos‏) (مواليد 29 مايو 1986 في ميراندوبوليس - البرازيل) لاعب كرة قدم برازيلي يلعب حاليا لصالح نادي الدرجة الأولى آينتراخت فرانكفورت الألماني منذ 2008 في مركز الوسط المهاجم .

## روابط خارجية
- كايو سيزار ألفيس دوس سانتوس على موقع قاعدة بيانات كرة القدم.إي يو (الإنجليزية)
- كايو سيزار ألفيس دوس سانتوس على موقع Soccerway.com (الإنجليزية)
- كايو سيزار ألفيس دوس سانتوس على موقع عالم كرة القدم.نت (الإنجليزية)